# Mordella alboscutellata
Mordella alboscutellata là một loài bọ cánh cứng trong họ Mordellidae. Loài này được Lea miêu tả khoa học năm 1895.